# Ichirō Ōkouchi
 (janvier 2020).
Si vous disposez d'ouvrages ou d'articles de référence ou si vous connaissez des sites web de qualité traitant du thème abordé ici, merci de compléter l'article en donnant les références utiles à sa vérifiabilité et en les liant à la section « Notes et références ».
Ichirō Ōkouchi (大河内 一楼, Ōkouchi Ichirō), né le 28 mars 1968, est un scénariste et romancier japonais.

## Biographie
Ichirō Ōkouchi naît le 28 mars 1968.
Il est diplômé de l'Université Waseda, École des sciences humaines. 
Ōkouchi est surtout connu pour sa collaboration avec le réalisateur Gorō Taniguchi pour la composition de l'histoire et du script de la production originale de Sunrise, Code Geass: Lelouch of the Rebellion en 2006 et sa suite Code Geass: Lelouch of the Rebellion R2 en 2008. 

## Œuvre

### Anime
- Turn A Gundam (scénario épisodique; 1999)
- Angelic Layer (Composition de la série, scénario; 2001)
- Overman King Gainer (Composition de la série, scénario; 2002)
- Azumanga Daioh (Composition de la série, scénario; 2002)
- RahXephon (scénario épisodique; 2002)
- Wolf's Rain (scénario épisodique; 2003)
- Stellvia (scénario épisodique; 2003)
- Planetes (Composition de la série, scénario; 2003)
- Mahou Sensei Negima! (Composition de la série, scénario; 2005)
- Eureka Seven (scénario épisodique; 2005)
- Brave Story (scénario de film; 2006)
- Code Geass: Lelouch of the Rebellion (Histoire originale, composition de la série, scénario; 2006-2007)
- Code Geass: Lelouch of the Rebellion R2 (Histoire originale, composition de la série, scénario; 2008)
- Shigofumi: Letters from the Departed (Composition de la série, scénario; 2008)
- Magic Tree House (scénario de film; 2011)
- Guilty Crown (composition de la série Assistant, scénario épisodique; 2011)
- Berserk: Golden Age Arc I-III (scénario de la trilogie cinématographique; 2012-13)
- Fuse Teppō Musume no Torimonochō (scénario de film; 2012)
- Mobile Suit Gundam: The 08th MS Team : Battle in Three Dimensions (scénario court métrage, 2013)
- Valvrave the Liberator (Composition de la série, scénario; 2013)
- Space Dandy (scénario de l'épisode 5; 2014)
- Kabaneri of the Iron Fortress (Composition de la série, scénario; 2016)
- Princess Principal (Composition de la série, scénario pour les épisodes 1 à 10; 2017)
- Devilman Crybaby (composition de la série, scénario; 2018)
- Minuscule (scénario pour les épisodes 4 et 7; 2018)
- Lupin the Third Part 5 (Composition de la série, scénario; 2018)
- Code Geass: Lelouch of the Re; surrection (Scénario; 2019)
- Mobile Suit Gundam: The Witch from Mercury  (Composition de la série, scénario; 2022)

### Romans
- Utena, la fillette révolutionnaire 1: Ao no Sōjo (1998)
- Utena, la fillette révolutionnaire 2: Midori no Omoi (1998)
- Martian Successor Nadesico : Ruri no Kōkai Nisshi (1998)
- Martian Successor Nadesico : Channeru Ha Ruriruri De (1998)
- Martian Successor Nadesico : Ruri A Kara B he no Monogatari (1999)
- Mobile Suit Gundam: The 08th MS Team (1999)
- Akihabara Dennō Gumi : Tsubame Hatsu Taiken! ? Kurabu Katsudō Sentō Chū (1999)
- Starbows (2001)
- Chicchana Yukitsukai Sugar (2002)